# Bratrský sbor (Fulnek)

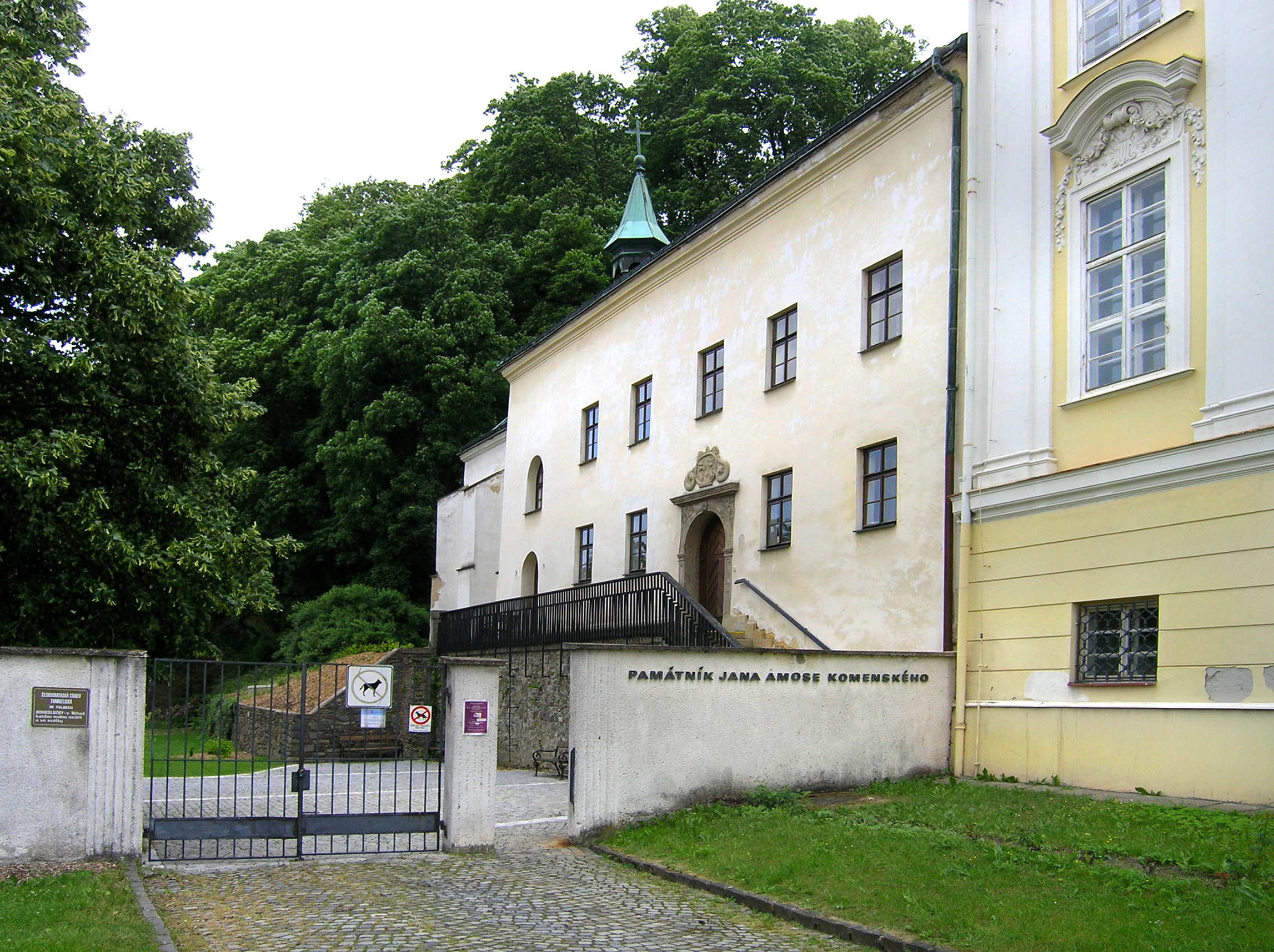
Gedenkstätte in der Nähe des Komensky-Platzes

Das Comenius-Denkmal in Fulnek (tschechisch Bratrský sbor) ist eine 1954 eingerichtete Gedenkstätte und Museum in Erinnerung an Johann Amos Comenius, der von 1618 bis 1621 hier im mährischen Fulnek als Bischof der Brüder-Unität wirkte, bevor er nach der Schlacht am Weißen Berg vor der drohenden Verfolgung flüchten musste.
1962 wurde die Gedenkstätte zum Nationalen Kulturdenkmal Tschechiens erklärt.